# Cástor Oswaldo Azuaje Pérez
Càstor Oswaldo Azuaje Pérez, O.C.D. (19 de outubro de 1951 – 8 de janeiro de 2021) foi um bispo católico venezuelano.

## Biografia
Cástor Oswaldo Azuaje Pérez nasceu em uma família de seis irmãos. Conheceu a Ordem dos Carmelitas Descalços em 1966 por meio das freiras de Mérida. Discernindo sua vocação, entrou no programa de noviciado na Espanha. Professou seus primeiros votos como frade carmelita descalço em 12 de outubro de 1968. Seguiram-se três anos de estudos de filosofia em Zaragoza, e depois Ajuaje prosseguiu seus estudos de teologia, concluindo o primeiro ano de teologia no Seminário Stella Maris em Haifa, Israel, e outros três anos no Teresianum em Roma (1975).
Azuaje Pérez fez seus votos solenes em 31 de agosto de 1974. Foi ordenado ao sacerdócio em 25 de dezembro de 1975, em Mérida. Retornou a Roma e obteve um doutorado em Teologia Moral summa cum laude pela Academia Alfonsiana (1978). Também obteve um diploma em teologia espiritual, na Universidad de la Mística (1994) em Ávila, Espanha.
Como padre carmelita, exerceu primeiramente seu ministério na Costa Rica: formador-assistente do Mestre de Noviços e Mestre de Professos Simples (1978 e 1984); professor no Seminário Interdiocesano de Paso Ancho, San José, e no Instituto Teológico Intercongregacional da América Central (1978 e 1984); secretário da Conferência dos Religiosos; diretor da revista teológica Senderos.
Retornou à Venezuela para servir com os frades Carmelitas Descalços: formador de postulantes e professos simples em 1984 em Barquisimeto; professor do Seminário Divina Pastora; presidente da Conferência Venezuelana de Religiosos e Religiosas (CONVER) e Delegado Provincial dos Carmelitas Descalços da Venezuela (1987-1990); delegado provincial e formador em Caracas (1990 e 1993); membro do Conselho de Administração do Secretariado Conjunto de Religiosos e Religiosas em Caracas; professor por um ano no Instituto de Teologia para Religiosos (ITER) em Caracas; superior da Comunidade Carmelita Descalça de Mérida (1993); Delegado Geral da ordem na Venezuela (1996-1999); Mestre de Noviços (1996); professor no Seminário San Buenaventura em Mérida (1993); diretor espiritual do seminário (1999-2007); presidente da Regional CONVER-Mérida (1999-2003); Vigário Episcopal da Vida Consagrada da Arquidiocese de Mérida (1998); membro da Comissão Combinada Latino-Americana das Ordens Carmelitas (1994-2003); superior e formador na casa de formação de Barquisimeto.
Entre 2002 e 2003 fez parte da comissão que participou da redação do documento sobre Vida Religiosa no Conselho Plenário da Venezuela. Entre 2002-2005 assumiu a presidência da Delegação Regional do CONVER-Barquisimeto. Em 2005, foi nomeado Delegado Geral dos Carmelitas Descalços da Venezuela.
Foi nomeado em 30 de junho de 2007 pelo Papa Bento XVI como bispo titular de Vertara e bispo auxiliar da Arquidiocese de Maracaibo. Recebeu a consagração episcopal em 31 de agosto do mesmo ano, por Dom Ubaldo Ramón Santana Sequera, FMI, Arcebispo de Maracaibo, na Igreja de São Tarcísio em Maracaibo; os principais co-consagradores foram Baltazar Enrique Porras Cardozo, Arcebispo de Mérida, e Giacinto Berloco, Núncio Apostólico na Venezuela.
Dom Azuaje foi nomeado bispo da Diocese de Trujillo em 3 de abril de 2012. Ele tomou posse da sé diocesana em 9 de junho.
Na Conferência Episcopal Venezuelana, o Bispo Azuaje assumiu várias responsabilidades. Foi Presidente da Comissão de Juventude e Ministério Universitário por dois triênios. De 2015 a 2018, foi Presidente da Comissão de Vida Consagrada. Também atuou como membro da Comissão de Liturgia.
Azuaje Pérez morreu de COVID-19 aos 69 anos, em Valera, Trujillo, durante a pandemia de COVID-19 na Venezuela.